# Volta a Mouscron
La Volta a Mouscron (oficialment Ronde de Mouscron) és una cursa professional femenina de ciclisme en ruta d'un dia que es disputa anualment a la regió de Valònia, a Bèlgica. Aquesta cursa és la successora de l'extinta Gran Premi de Dottignies.
La primera edició s'havia de disputar al 2020 però es va anul·lar. Finalment es va disputar al 2021 formant part del Calendari UCI Femení i fou guanyada per la italiana Chiara Consonni.

## Palmarès
| Any  | Vencedora       | Segona           | Tercera          |
| ---- | --------------- | ---------------- | ---------------- |
| 2021 | Chiara Consonni | Jelena Erić      | Maria Martins    |
| 2022 | Thalita de Jong | Nicole Steigenga | Martina Alzini   |
| 2023 | Martina Fidanza | Anniina Ahtosalo | Valentine Fortin |
| 2024 | Daria Pikulik   | Anniina Ahtosalo | Martina Fidanza  |
| 2025 |                 |                  |                  |